# Jan Ykema
Jan Jelle Ykema, född 18 april 1963 i Harlingen, är en nederländsk före detta skridskoåkare.
Ykema blev olympisk silvermedaljör på 500 meter vid vinterspelen 1988 i Calgary.